# توماس میدلدیچ
توماس میدلدیچ (به انگلیسی: Thomas Middleditch) (زاده ۱۰ مارس ۱۹۸۲) بازیگر کانادایی است.
از آثار معروف او می‌توان به بازی در سیلیکون ولی، گرگ وال استریت، روزی روزگاری در ونیز و سریال اشاره کرد او همچنین صدای پیشه شخصیت تری در انمیشن سریالی بزرگسالان مخالفان خورشیدی است.